# كريس ريتشارد (لاعب كرة قدم أمريكية)
كريس ريتشارد (بالإنجليزية: Kris Richard)‏ هو لاعب كرة قدم أمريكية أمريكي، ولد في 28 أكتوبر 1979 في كارسون في الولايات المتحدة.

## وصلات خارجية
- كريس ريتشارد على موقع مرجع كرة القدم المحترفة.كوم (الإنجليزية)